# Лоуренс, Дункан
Ду́нкан де Мор (нидерл. Duncan de Moor), также известный как Ду́нкан Ло́уренс (англ. Duncan Laurence; род. 11 апреля 1994, Спейкениссе, Южная Голландия, Нидерланды) — нидерландский поп-певец, победитель конкурса песни «Евровидение-2019» с песней «Arcade».

## Биография
В 2012 году выиграл городской конкурс талантов в Брилле. Годом позже основал собственную группу The Slick and Suited, с которой начал свою музыкальную карьеру в Рок-академии в Тилбурге и выступил в 2013 году на фестивале Eurosonic Noorderslag в Гронингене. Играл также в некоторых других коллективах Академии, окончил её в 2017 году.
Он участвовал в пятом сезоне «The Voice of Holland» под руководством Ильзе Де-Ланги. Вместе с Джихадом Рамуни в 2018 году написал песню «Closer» для альбома корейской группы TVXQ «New Chapter #1: The Chance of Love».
В 2019 году представлял Нидерланды на конкурсе «Евровидение-2019» в Тель-Авиве (Израиль) с песней «Arcade». Победил, получив 498 баллов (237 баллов от жюри и 261 балл от зрителей).
Кроме того, Лоуренс является самым продолжительным действующим победителем Евровидения на сегодняшний день из-за отмены конкурса в 2020 году. Поскольку новый победитель был определён только 22 мая 2021 года, Лоуренс сохранил титул чуть более двух лет и, следовательно, дольше, чем любой предыдущий победитель в истории конкурса.
Он выступал в первом полуфинале «Евровидения-2021» и должен был выступить вживую в финале, но сдал положительный тест на коронавирус. Во время финала транслировались предварительно записанные кадры его интервального выступления.

## Личная жизнь
В феврале 2020 года он сообщил, что при рождении у него была кислородная недостаточность, и, следовательно, у него было моторное расстройство, затронувшее его правую руку.
Является бисексуалом. На пресс-конференции перед финалом «Евровидения-2019» Лоуренс сказал: «я больше, чем просто художник, я человек, я живое существо, я бисексуал, я музыкант, я борюсь за идеи. И я горжусь, что у меня есть шанс показать, кем я являюсь». В июне 2019, в ходе интервью польскому журналисту Сергиушу Крулаку Дункан подтвердил, что на данный момент состоит в отношениях с мужчиной. В сентябре 2019 года стало известно, что пара рассталась.
5 октября 2020 года Лоуренс объявил о помолвке с американским автором песен Джорданом Гарфилдом.
21 августа 2023 года в Швеции пара сыграла свадьбу.

## Дискография

### Альбомы
| Название            | Подробности | Максимальная позиция в чартах | Максимальная позиция в чартах | Максимальная позиция в чартах | Сертификации    |
| Название            | Подробности | NL                            | BEL(FL)                       | US Heat.                      | Сертификации    |
| ------------------- | --- | ----------------------------- | ----------------------------- | ----------------------------- | --------------- |
| Worlds On Fire (EP) | - Дата выхода: 13 мая 2020 - Лейбл: Spark - Формат: цифровая загрузка, потоковое воспроизведение, винил                 | 60                            | —                             | 12                            |                 |
| Small Town Boy      | - Дата выхода: 13 ноября 2020 - Лейбл: Spark - Формат: CD, кассета, винил, цифровая загрузка, потоковое воспроизведение | 6                             | 94                            | 8                             | - NVPI: Платина |

### Синглы
| Название                                 | Год  | Максимальная позиция в чартах | Максимальная позиция в чартах | Максимальная позиция в чартах | Максимальная позиция в чартах | Максимальная позиция в чартах | Максимальная позиция в чартах | Максимальная позиция в чартах | Максимальная позиция в чартах | Максимальная позиция в чартах | Максимальная позиция в чартах | Сертификации | Альбом                      |
| Название                                 | Год  | NLD                           | BEL (FL)                      | BEL (WA)                      | CAN                           | GER                           | IRE                           | NOR                           | SWE                           | UK                            | US                            | Сертификации | Альбом                      |
| ---------------------------------------- | ---- | ----------------------------- | ----------------------------- | ----------------------------- | ----------------------------- | ----------------------------- | ----------------------------- | ----------------------------- | ----------------------------- | ----------------------------- | ----------------------------- | --- | --------------------------- |
| «Arcade»                                 | 2019 | 1                             | 2                             | 31                            | 45                            | 26                            | 23                            | 10                            | 6                             | 29                            | 30                            | - NVPI: 4x Платина - ARIA: Платина - BEA: Платина - BPI: Золотая - FIMI: Золотая - GLF: Золотая - IFPI NOR: Золотая - MC: Платина - RIAA: Платина | Small Town Boy              |
| «Love Don’t Hate It»                     | 2019 | 41                            | 53                            | —                             | —                             | —                             | —                             | —                             | —                             | —                             | —                             | - NVPI: Золотая | Small Town Boy              |
| «Someone Else»                           | 2020 | 72                            | 86                            | 93                            | —                             | —                             | —                             | —                             | —                             | —                             | —                             | | Small Town Boy              |
| «Last Night»                             | 2020 | —                             | —                             | —                             | —                             | —                             | —                             | —                             | —                             | —                             | —                             | | Small Town Boy              |
| «Feel Something» (с Армином ван Бюреном) | 2020 | 85                            | 78                            | —                             | —                             | —                             | —                             | —                             | —                             | —                             | —                             | | Small Town Boy              |
| «Stars»                                  | 2021 | 86                            | —                             | —                             | —                             | —                             | —                             | —                             | —                             | —                             | —                             | | Small Town Boy              |
| «Heaven Is a Hand to Hold»               | 2021 | —                             | —                             | —                             | —                             | —                             | —                             | —                             | —                             | —                             | —                             | | Love, Victor (Сезон 2)      |
| «Back to Back» (с Врабелем)              | 2021 | —                             | —                             | —                             | —                             | —                             | —                             | —                             | —                             | —                             | —                             | | These Words Are All for You |

### Гостевое участие
| Название    | Год  | Другие исполнители  | Альбом     |
| ----------- | ---- | ------------------- | ---------- |
| «Laat Gaan» | 2017 | Sjors Van Der Panne | Met Elkaar |